# Municipio de Newport (Misuri)
El municipio de Newport (en inglés: Newport Township) es un municipio ubicado en el condado de Barton en el estado estadounidense de Misuri. En el año 2010 tenía una población de 337 habitantes y una densidad poblacional de 4,27 personas por km².

## Geografía
El municipio de Newport se encuentra ubicado en las coordenadas 37°30′46″N 94°7′19″O / 37.51278, -94.12194. Según la Oficina del Censo de los Estados Unidos, el municipio tiene una superficie total de 78.95 km², de la cual 78,28 km² corresponden a tierra firme y (0,84 %) 0,67 km² es agua.

## Demografía
Según el censo de 2010, había 337 personas residiendo en el municipio de Newport. La densidad de población era de 4,27 hab./km². De los 337 habitantes, el municipio de Newport estaba compuesto por el 96,14 % blancos, el 0,89 % eran afroamericanos, el 0,59 % eran amerindios, el 0,3 % eran asiáticos, el 0,59 % eran de otras razas y el 1,48 % eran de una mezcla de razas. Del total de la población el 2,08 % eran hispanos o latinos de cualquier raza.